# DJ Hype
DJ Hype, pseudonimo di Kevin Ford (Londra, 15 luglio 1970), è un disc jockey e musicista inglese.

## Discografia
- FabricLive.03
- FabricLive.18 con Andy C
- Dubplate Killaz
- Dubplate Killaz 2: Return of the Ninja
- World Dance - The Drum 'n' Bass Experience (Disc 1)
- Drum and Bass Arena Presents: DJ Hype
- Drum & Bass Essentials triplo CD mixato da DJ Hype